# 流迴礁
流迴礁，又稱連礁或流連礁，為台灣澎湖縣白沙鄉的一個島嶼，面積約0.0152平方公里。島嶼位在澎湖跨海大橋中點下方，是白沙鄉和西嶼鄉的水界，其行政區被劃分至白沙鄉通梁村。流迴礁為一海蝕平台岩礁，滿潮時會完全沒入海中。
流迴礁和大礁之間海域，為澎湖六天險「一磽、二吼、三西流、四鵝鼻頭、五潭門、六東吉」中，排名第二危險的「吼門水道」急流海域，常發生船隻觸礁擱淺事件。近年來於此島增設導航標誌燈，以確保船隻安全。